# 보이 미츠 보이
보이 미츠 보이(Boy Meets Boy)는 2003년 방영된 미국의 리얼리티 게이 데이트 프로그램이다. 주인공인 제임스 게츨래프는 15명의 "메이츠"와 일주일간 시간을 보내며, 최종적으로 마음이 맞는 사람을 뽑는 프로그램이다. 15명 중에는 게이도 있으며, 이성애자도 있다. 초중반부까지 주인공은 이 사실을 알지 못하며, 후반부에 알게된다.
2003년 7월 29일 미국의 TV 채널 Bravo에서 방영되어 9월 2일 끝났다. 캘리포니아주 팜스프링스를 배경으로 하며, 진행자는 대니 베어이다.

## 개요
게이인 제임스 게츨래프는 친구인 앤드라 스태스코(Andra Stasko)와 함께 최종적으로 15명의 "메이츠" 중 한명을 뽑아야한다. 최종적으로는 마음이 제일 맞는 사람을 뽑는 것으로, 15명 중 몇명은 게이가 아닌 이성애자이다. 이 사실은 주인공은 물론 참가자들도 서로 모른다. 게츨래프가 뽑은 사람이 게이이면 상금을 타는 것과 함께 뉴질랜드로 그 메이츠와 함께 여행을 가게 되지만, 이성애자를 뽑게되면 이성애자만 상금을 받게 된다. 매 회마다 3명씩 탈락하며, 마지막에는 3명 중 1명을 고른다.

## 참가자
| 이름                   | 나이 | 직업                        | 성적 지향 | 비고 |
| ---------------------- | ---- | --------------------------- | --------- | ---- |
| 프랭클린 (Franklin)    | 23   | 소믈리에                    | 이성애자  |      |
| 브라이언 H. (Brian H.) | 29   | executive assistant, 바텐더 | 동성애자  |      |
| 짐 (Jim)               | 23   | claims examiner             | 이성애자  |      |
| 제이슨 (Jason)         | 26   | 군인                        | 동성애자  |      |
| 마이클 (Michael)       | 30   | computer assistant          | 이성애자  |      |
| 숀 (Sean)              | 27   | 아티스트                    | 이성애자  |      |
| 대런 (Darren)          | 24   | 스토어 매니저               | 동성애자  |      |
| 크리스 (Chris)         | 23   | 생물학자                    | 동성애자  |      |
| 맷 (Matt)              | 27   | 재고관리관                  | 동성애자  |      |
| 웨스 (Wes)             | 27   | 펀드레이저                  | 동성애자  |      |
| 로브 (Robb)            | 30   | 이벤트 플래너               | 동성애자  |      |
| 폴 (Paul)              | 23   | draftsman                   | 이성애자  |      |
| 브라이언 A. (Brian A.) | 30   | 척추교정사                  | 이성애자  |      |
| 마크 (Marc)            | 33   | 법률가                      | 동성애자  |      |
| 댄 (Dan)               | 29   | 배우                        | 이성애자  |      |

| 순서 | 1회         | 2회      | 3회      | 4회      | 5회/6회  |
| ---- | ----------- | -------- | -------- | -------- | -------- |
| 1    | 브라이언 H. | 댄       | 숀       | 브라이언 | 브라이언 |
| 2    | 프랭클린    | 프랭클린 | 롭       | 대런     | 프랭클린 |
| 3    | 마크        | 숀       | 마이클   | 웨스     | 웨스     |
| 4    | 마이클      | 짐       | 대런     | 롭       |          |
| 5    | 폴          | 웨스     | 브라이언 | 프랭클린 |          |
| 6    | 웨스        | 롭       | 맷       | 숀       |          |
| 7    | 맷          | 마이클   | 웨스     |          |          |
| 8    | 숀          | 폴       | 프랭클린 |          |          |
| 9    | 짐          | 맷       | 댄       |          |          |
| 10   | 대런        | 대런     |          |          |          |
| 11   | 롭          | 브라이언 |          |          |          |
| 12   | 댄          | 마크     |          |          |          |
| 13   | 크리스      |          |          |          |          |
| 14   | 제이슨      |          |          |          |          |
| 15   | 브라이언 A. |          |          |          |          |

위 순서는 주인공인 게츨래프가 진출자를 부른 순서이다.
    우승자
    탈락자